# Tetragnatha lactescens
Tetragnatha lactescens là một loài nhện trong họ Tetragnathidae.
Loài này thuộc chi Tetragnatha. Tetragnatha lactescens được Cândido Firmino de Mello-Leitão miêu tả năm 1947.